# Geraniaceae
Geraniaceae é uma família de plantas angiospérmicas pertencente à ordem Geraniales. O nome da família deriva do género Geranium. Inclui, entre outros géneros, os gerânios (plantas do género Geranium e Pelargonium).
Existem cerca de 800 espécies na família, distribuídas por 7 a 10 géneros, de acordo com a base de dados do Royal Botanic Gardens de Kew. Numericamente, os mais importantes são Geranium (430 espécies), Pelargonium (280 espécies) e Erodium (80 espécies).
A grande maioria das espécies encontram-se em regiões temperadas e quentes temperadas, apesar de algumas serem tropicais. O Pelargonium tem o seu centro de diversidade na província do Cabo, África do Sul.

## Galeria de imagens

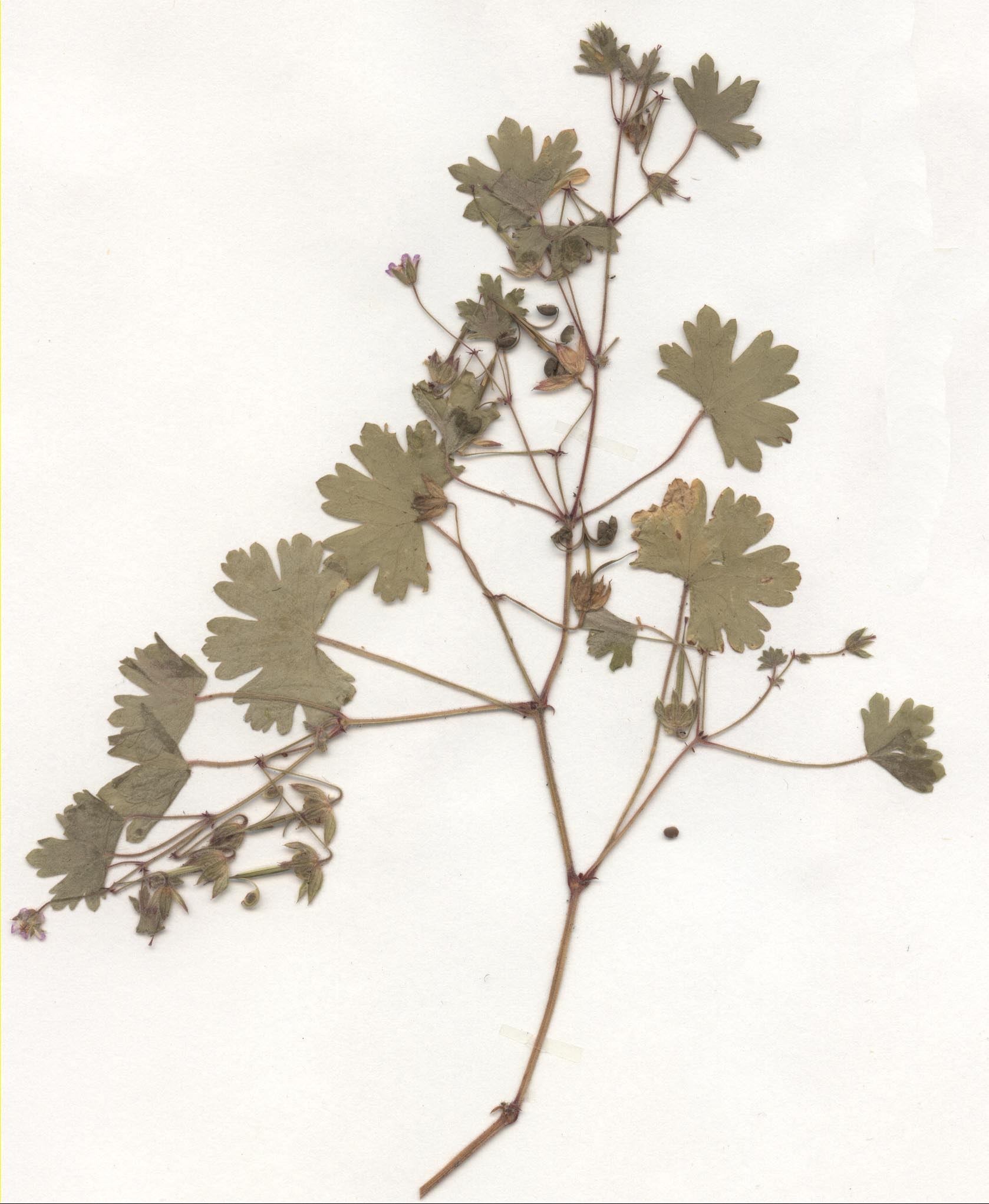
Espécie de herbário de Geranium rotundifolium mostrando frutos maduros
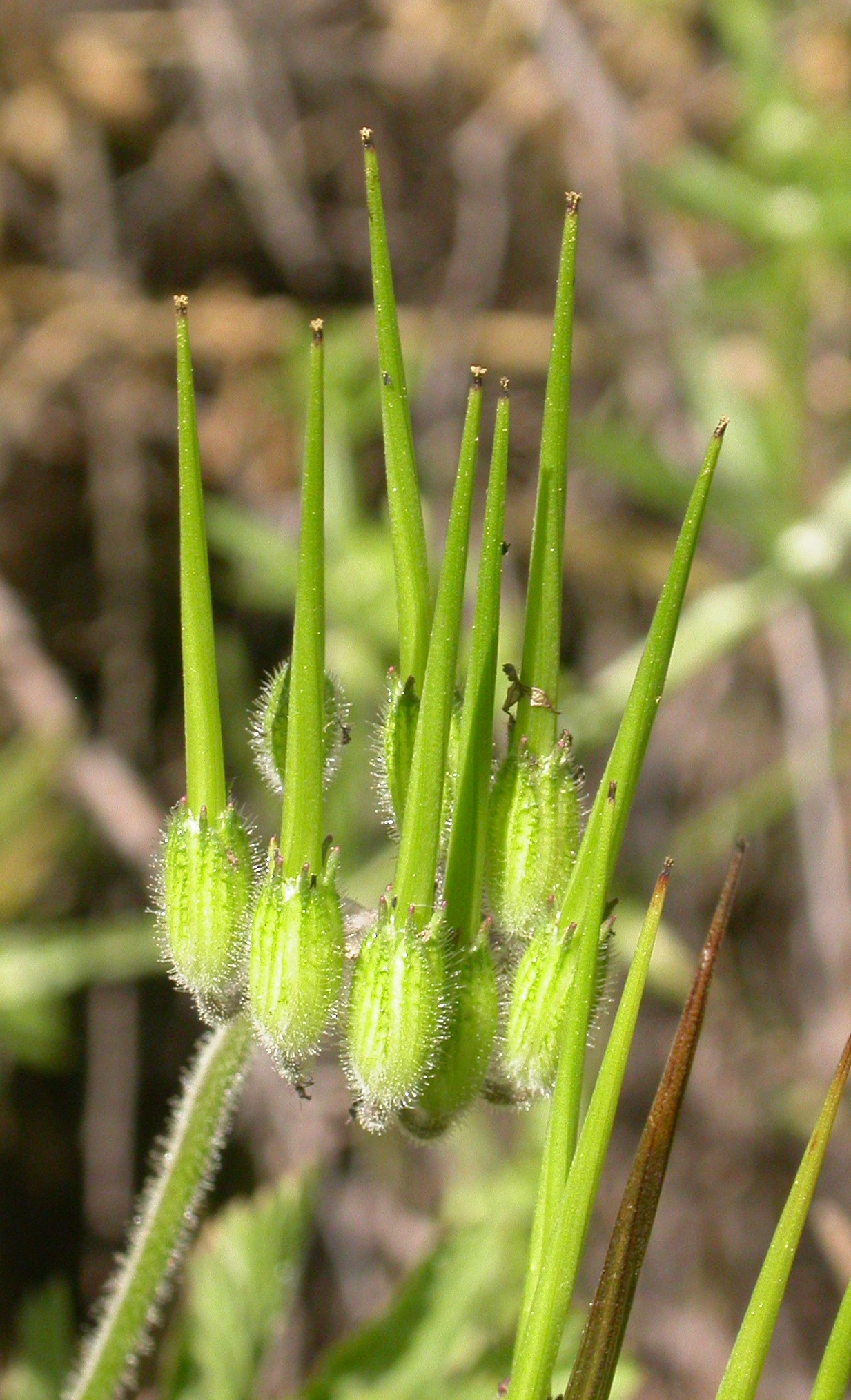
Frutos imaturos de Erodium botrys
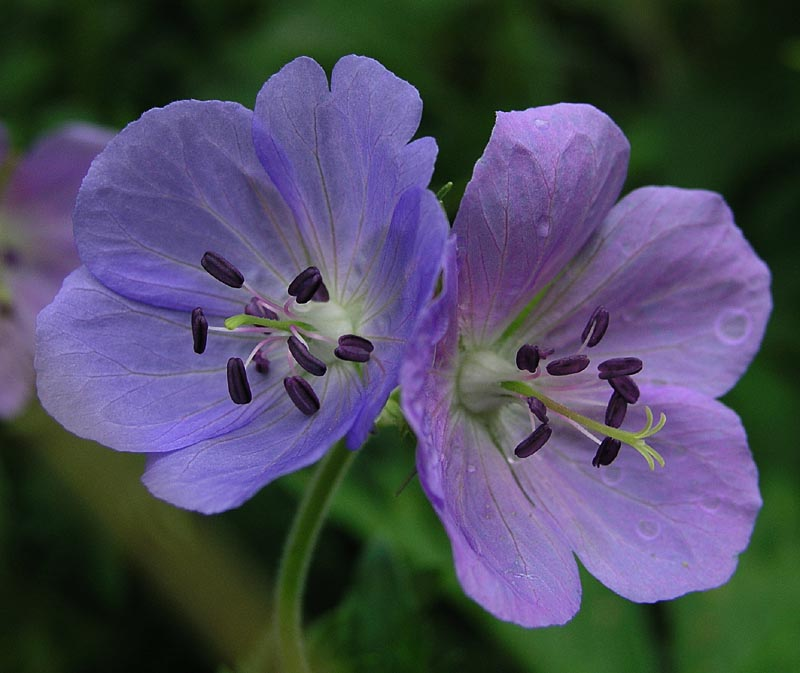
Flores actinomórficas de Geranium pratense
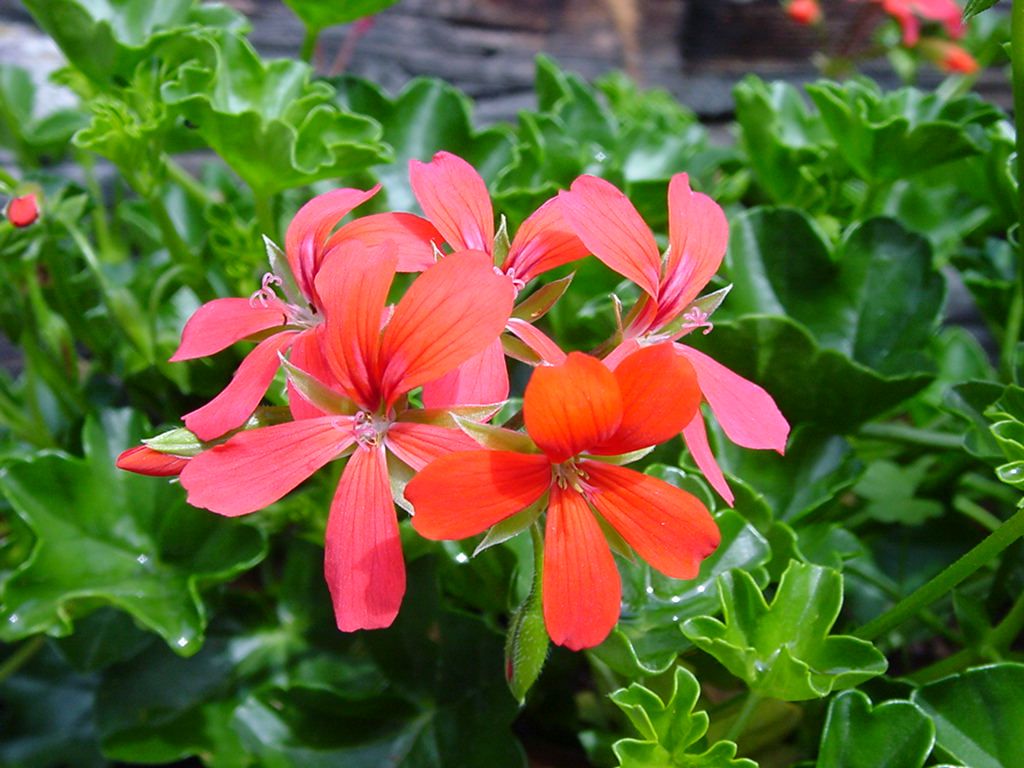
Flores zigomórficas de um gerânio (género Pelargonium)
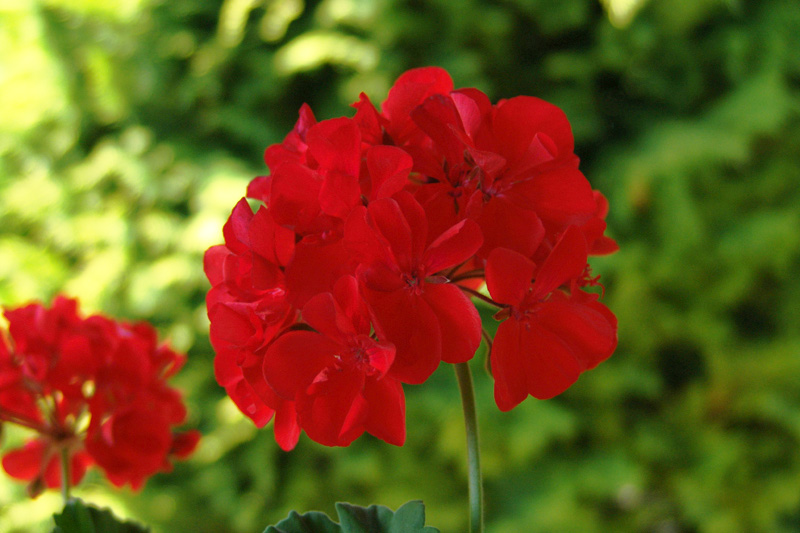
Umbelas de Pelargonium cultivar
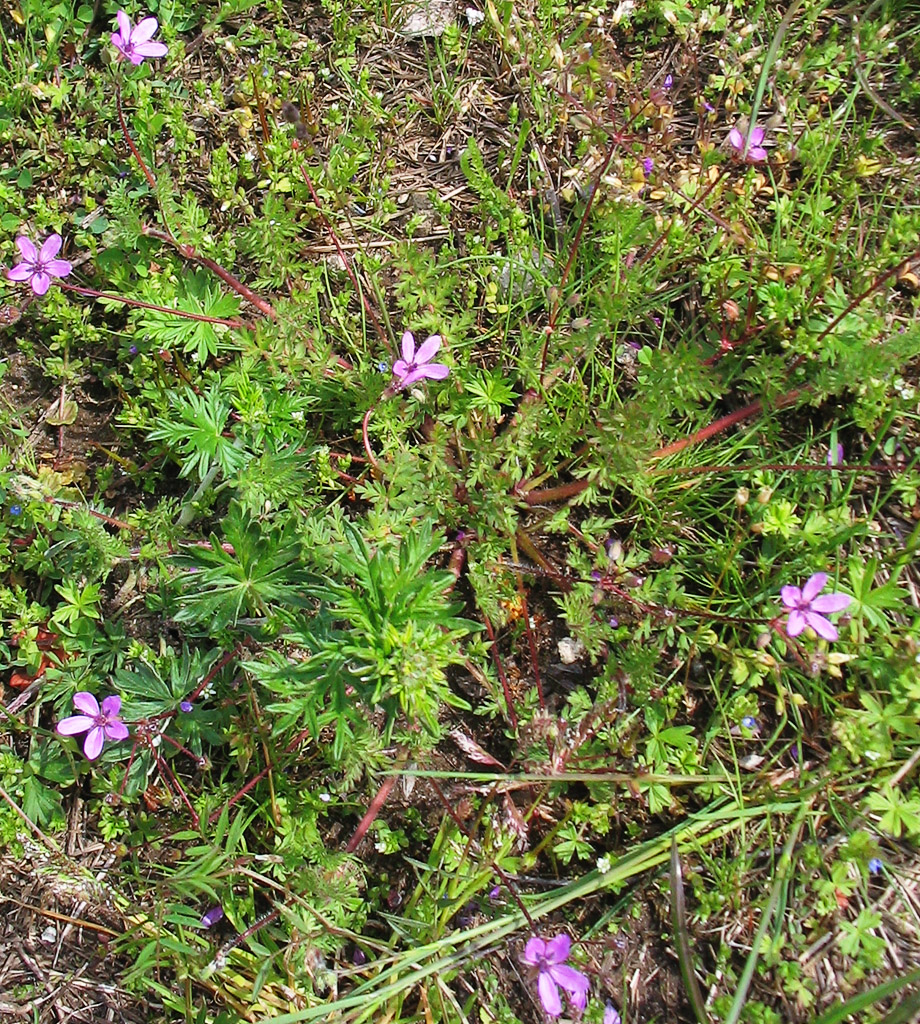
Erodium cicutarium
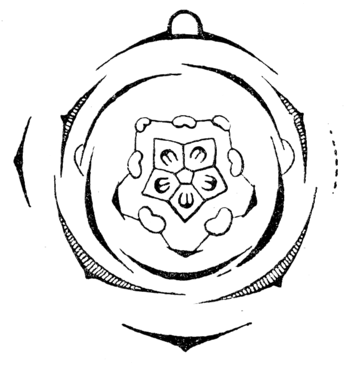
Diagrama floral (Pelargonium zonale, com três estames abortivos)
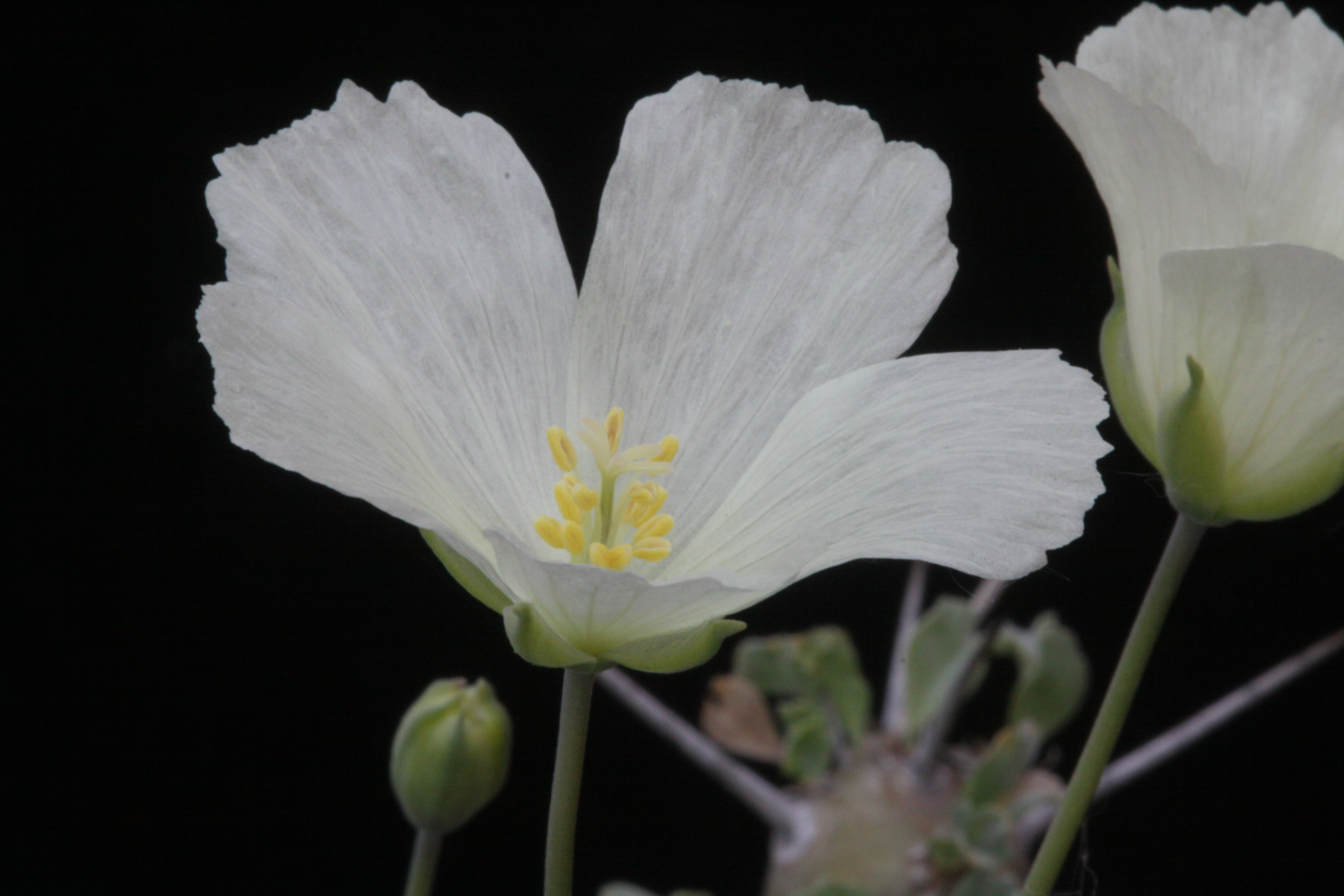
Sarcocaulon crassicaule